# Громадське ТБ Дніпро
Громадське ТБ Дніпро (hromadske.dp.ua) — громадянська ініціатива зі створення незалежного медіа у Дніпрі. Розпочало свою роботу під час Євромайдану. Основні завдання проєкту — надання оперативної та неупередженої інформації про важливі соціальні, політичні, економічні події регіону, боротьба з дискримінацією, висвітлення проблем незахищених верств населення.

## Діяльність
Громадське ТБ Дніпро фінансувалося в рамках проєкту «Громадське Network» від Європейського Союзу. У 2016 році співпраця з Громадським телебаченням була припинена після звільнення Романа Скрипіна з нього. Після цього телебачення розвивалося самостійно. До червня 2019 передачі готували чотири співробітники, які публікували на ютубі й фейсбуку. Після цього інформація на них не оновлювалася.

## Проєкти
- «Дніпро. Зміни» — це медіа-проєкт, який має на меті документувати та намагатися зрозуміти зміни, які відбуваються з містом у ці складні та цікаві часи, а також допомагати громаді виробити більш ефективні стратегії планування та здійснення цих змін[3]. У рамках проєкту журналісти готують новиннєві сюжети, проводять онлайнові ефіри та офлайнові події.
- «Переселенці. Новий старт» — це історії людей, які через анексію Криму та воєнній дії на сході України змушені були змінити своє життя, проте знайшли в собі сили для нового старту в іншому місці[4].
- «Моя нова поліція» — проєкт розпочався у січні 2016 р. після того, як патрульні поліціянти Дніпра склали присягу. Мав на меті висвітлення діяльності новоствореної структури[5].
- «Невидимі на війні» — висвітлення проблем гендерної дискримінації жінок у лавах армії та добровольчих батальйонів[6].
- «Задзеркалля» — цикл інтерв'ю з людьми, які змогли змінити свою думку, спромоглися зрозуміти іншого, прийняли важливе для себе рішення. Іноді із загрозою для життя[7].
- «Голодомори» — історії людей, що вистояли під час масового знищення голодом. Підготовлено спеціально до Дня пам'яті жертв голодоморів. Кожен із цих сюжетів дістав назву їжі, яка рятувала життя його героям[8].

## Див. Також
- Громадське телебачення
- Громадське телебачення Донеччини
- Кременчуцьке Громадське Телебачення
- Громадське телебачення Полтава
- Громадське телебачення Харків
- Громадське телебачення: Черкаси